# スペースX Crew-1
スペースX Crew-1（USCV-1 ないし、シンプルに Crew-1 とも呼ばれていた）はクルードラゴン宇宙船の、最初の実運用有人飛行だった。このフライトはまた、2010年4月のSTS-131以来のアメリカ合衆国による有人飛行の打ち上げだった。全員が第64次長期滞在のクルーであるNASAの宇宙飛行士マイケル・ホプキンス、ヴィクター・グローヴァー、シャノン・ウォーカーと野口聡一が搭乗したクルードラゴン宇宙船クルードラゴン「レジリエンス」は2020年11月16日00:27:17 UTCに、ケネディ宇宙センターのLC-39Aからファルコン9で打ち上げられた。このミッションは、クルードラゴンでの2回目の全体的な有人軌道飛行だった。
Crew-1は商業乗員輸送計画での国際宇宙ステーション（ISS）への最初の実運用ミッションだった。最初にUSCV-1がNASAに指定されたのは2012年だったが、打ち上げ日程は数回に渡って当初の2016年11月から遅延した。このミッションではISSを離れるのは2021年4月28日に予定されていたが、天候の都合で2021年5月2日の地球への帰還となった。カプセルは06:56:33 UTCに着水し、インスピレーション4で再利用されることになった。1968年のアポロ8号以来の、NASAの宇宙飛行士の夜間の着水となった。2021年2月7日、Crew-1は、1974年2月8日の、アポロカプセルのスカイラブ（スカイラブ4号）宇宙ステーションでの84日を超えて、米国の有人機による最長宇宙飛行記録を塗り替えた。

## 背景
当初はNASAによって "USCV-1"（United States Crew Vehicle-mission 1、合衆国有人宇宙機ミッション1）と指名されていた、商業乗員輸送計画での1回目のミッションは2016年11月打ち上げとして2012年11月に発表された。2013年4月、打ち上げは1年後の2017年11月に延期されたと発表された。このミッションは、無人および有人の試験飛行ミッションのそれぞれの成功の結果を待つ間、2019年および2020年に延期された。クルードラゴン試験飛行ミッション2の後で、Crew-1は暫定的に2020年9月に予定されたが、新型コロナウイルス感染症拡大による制限や、そのISSのクルーのローテーションや、貨物運搬ミッションへの影響や、マーリン1Dエンジンのガス発生器の問題から、さらに遅延が発生した。
2020年9月29日、ミッションコマンダーのマイケル・ホプキンスはNASAの記者会見の場で、このカプセルに登場するクルーが名称として「レジリエンス」を選択したことを明らかにした。フロリダでの新型コロナウィルスの蔓延を受け、ケネディ宇宙センタービジターコンプレックスはKSCの敷地内から数名のみが打ち上げを見ることを許可した。

## クルー
NASAの宇宙飛行士マイケル・ホプキンスとヴィクター・グローヴァーは2018年8月3日に発表された。JAXAの宇宙飛行士野口聡一と、NASAの3人目の宇宙飛行シャノン・ウォーカーは2020年3月31日にクルーに追加された。
| 地位                        | 宇宙飛行士                                                           | 宇宙飛行士                                                           |
| --------------------------- | -------------------------------------------------------------------- | -------------------------------------------------------------------- |
| 宇宙船コマンダー            | マイケル・ホプキンス, NASA 第64次/第65次長期滞在 2回目の宇宙飛行     | マイケル・ホプキンス, NASA 第64次/第65次長期滞在 2回目の宇宙飛行     |
| パイロット                  | ヴィクター・グローヴァー, NASA 第64次/第65次長期滞在 1回目の宇宙飛行 | ヴィクター・グローヴァー, NASA 第64次/第65次長期滞在 1回目の宇宙飛行 |
| 第1ミッションスペシャリスト | 野口聡一, JAXA 第64次/第65次長期滞在 3回目の宇宙飛行                 | 野口聡一, JAXA 第64次/第65次長期滞在 3回目の宇宙飛行                 |
| 第2ミッションスペシャリスト | シャノン・ウォーカー, NASA 第64次/第65次長期滞在 2回目の宇宙飛行     | シャノン・ウォーカー, NASA 第64次/第65次長期滞在 2回目の宇宙飛行     |

| 地位                        | 宇宙飛行士                 | 宇宙飛行士                 |
| --------------------------- | -------------------------- | -------------------------- |
| 宇宙船コマンダー            | チェル・リンドグレン, NASA | チェル・リンドグレン, NASA |
| 第1ミッションスペシャリスト | 若田光一, JAXA             | 若田光一, JAXA             |

## 準備
Crew-1のファルコン9打ち上げ機は2020年7月14日にフロリダ州ケープ・カナベラルに到着した。クルードラゴン・カプセルC207は、2020年8月18日にフロリダのスペースX処理施設に到着した。2020年11月5日のケープカナベラル宇宙軍施設からのファルコン9発射機の打ち上げの成功は、Crew-1ミッションへのマイルストーンの一つだった。ファルコン9はアメリカ合衆国宇宙軍のためのGPS衛星（GPSブロックIII-04）の展開を成功させ、技術者がGPSミッションおよびCrew-1のフライトを遅延させているマーリン1Dエンジンの問題の解決したことが確認できた。
クルーはNASAのガルフストリーム機で2020年11月8日、13:53 UTCにケネディ宇宙センターに到着した。未解決の技術的問題を議論し、打ち上げ準備状況をレビューし、チームにCrew-1ミッションを進める許可を出すためのNASA当局による飛行準備レビュー（FRR）は2020年11月10日に予定されていた。NASA当局は、2020年11月10日にスペースXが国際宇宙ステーションへの定期的なクルーローテーションのための飛行を開始することを承認し、クルードラゴンの有人飛行を開発段階から運用段階に移行させた。打ち上げ機は2020年11月11日の20:49 UTCにマーリン1Dエンジンの試験燃焼を行うために発射台の上で垂直に引き上げられた。2020年11月12日のドライドレスリハーサル（DDR）は、クルーは与圧服を装着して「レジリエンス」に搭乗した。スペースXは、2020年11月13日に発射準備レビュー（LRR）を実施した。

## ミッション

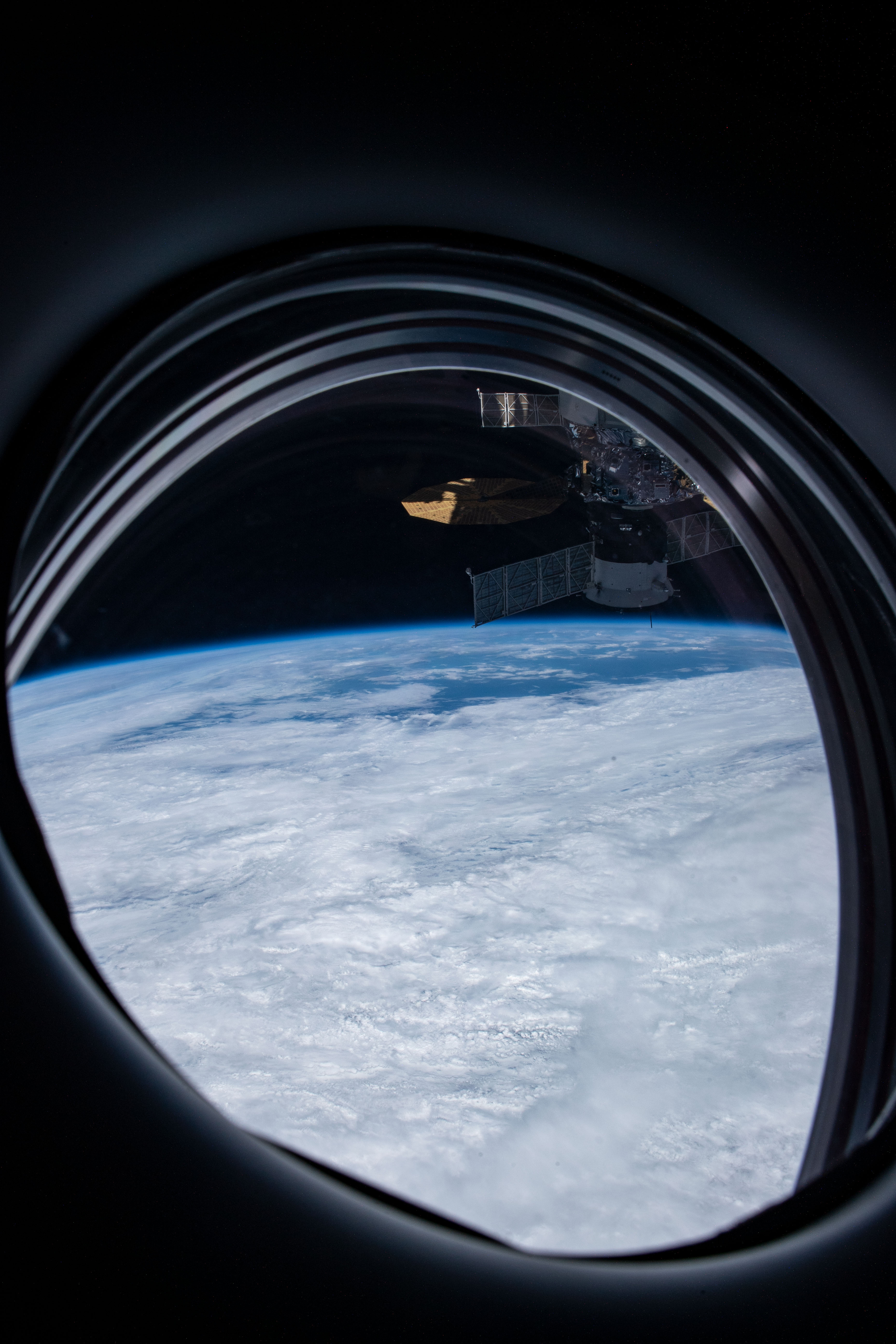
第64次長期滞在中のドラゴン2カプセルからの窓越しの地球

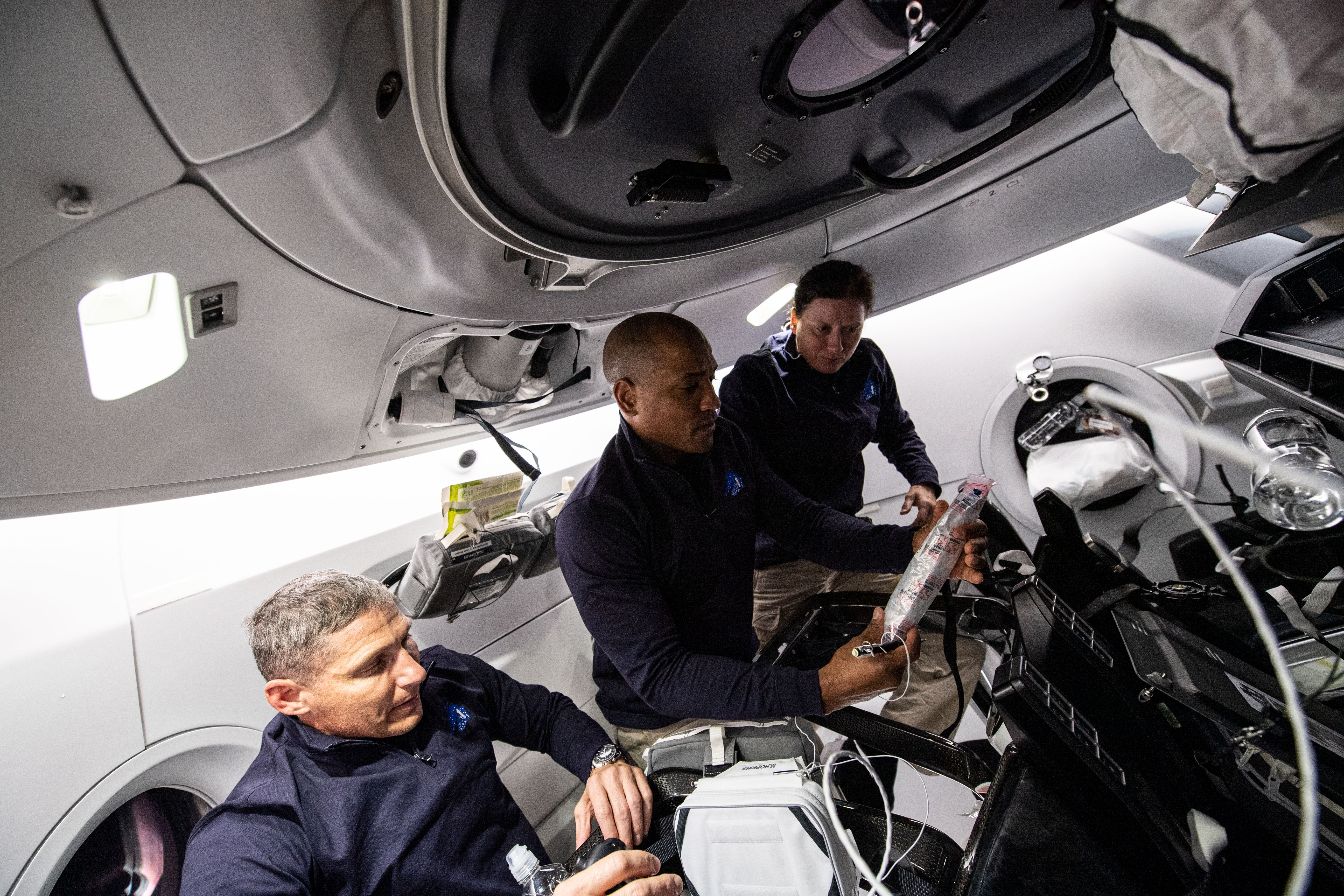
ランデブー進行中のカプセル内のクルー

2020年11月15日、最終の飛行前準備が完了した。レジリエンスのハッチは22:32 UTCに閉鎖されたが、圧力の低下が検出されてすぐに開放された。ハッチの密閉の問題解決作業によって、少量の密閉部分のFODが発見されることとなった。その後再びハッチは閉じられ、ミッション管理者は秒読みを継続した。それ以上の懸念事項は認められず、レジリアンスは2020年11月16日、00:27:17 UTCに成功裡に離昇した。同機のファルコン9第一段ブースター（SN B1061.1）は、自律スペースポートドローン船Just Read the Instructionsに着艦した。宇宙飛行士は約9分後に安定した軌道に入った。このミッションのために、クルーはゼロGを示すために『マンダロリアン』のザ・チャイルド（「ベビー・ヨーダ」としても知られている）のぬいぐるみを選択した。クルーは飛行2日目にはフィル・コリンズの「イン・ジ・エア・トゥナイト」で目覚めた。
レジリエンスは2020年11月17日の04:01 UTCにハーモニーモジュールの国際ドッキングアダプタ（IDA）にドッキングした。このミッションの過程で、4人の宇宙飛行士はソユーズMS-17ミッションの3人の宇宙飛行士とともに暮らし、働いた。2つのミッションはISSの第64次長期滞在を形成した。このミションのクルーは2021年4月17日のソユーズMS-17の離脱をもって第65次長期滞在に移行した。
2021年4月5日、Crew-1の宇宙飛行士は、2021年4月23日に打ち上げられるスペースX Crew-2宇宙機が到着してドッキングする場所を空けるために、彼らの宇宙機をハーモニーモジュール前方側ポートから、ドラゴン・レジリエンス機の胴体側面に設置されたドラコスラスターを用いてハーモニーモジュール天頂側ポートに移動させた。

### 時系列
| ミッション経過時間 | 時刻        | 時刻     | 日付 (UTC)      | イベント                                                                                           |
| ミッション経過時間 | EST         | UTC      | 日付 (UTC)      | イベント                                                                                           |
| ------------------ | ----------- | -------- | --------------- | -------------------------------------------------------------------------------------------------- |
| −7:40:00           | 11:47:15 AM | 16:47:15 | 2020年 11月15日 | Crew wake                                                                                          |
| −05:30:00          | 1:57:15 PM  | 18:57:15 | 2020年 11月15日 | CE 打ち上げ準備状況ブリーフィング                                                                  |
| −05:00:00          | 2:27:15 PM  | 19:27:15 | 2020年 11月15日 | 打ち上げ担当が席に                                                                                 |
| −04:59:59          | 2:27:16 PM  | 19:27:16 | 2020年 11月15日 | 打ち上げに向けてドラゴンのIMUを調整および設定                                                      |
| −04:30:00          | 2:57:15 PM  | 19:57:15 | 2020年 11月15日 | ドラゴンの推進剤に加圧                                                                             |
| −04:15:00          | 3:12:15 PM  | 20:12:15 | 2020年 11月15日 | クルーへの天候ブリーフィング                                                                       |
| −04:05:00          | 3:22:15 PM  | 20:22:15 | 2020年 11月15日 | クルー引き継ぎ                                                                                     |
| −04:00:00          | 3:27:15 PM  | 20:27:15 | 2020年 11月15日 | スーツの着用と点検                                                                                 |
| −03:22:00          | 4:05:15 PM  | 21:05:15 | 2020年 11月15日 | クルーがニール・アームストロング・オペレーション・アンド・チェックアウト・ビルディングから歩み出る |
| −03:15:00          | 4:12:15 PM  | 21:12:15 | 2020年 11月15日 | クルーは発射施設39A（LC-39）へ移動                                                                 |
| −02:55:00          | 4:32:15 PM  | 21:32:15 | 2020年 11月15日 | クルーが発射台に到着                                                                               |
| −02:35:00          | 4:52:15 PM  | 21:52:15 | 2020年 11月15日 | クルー乗り込み                                                                                     |
| −02:20:00          | 5:07:15 PM  | 22:07:15 | 2020年 11月15日 | 通信チェック                                                                                       |
| −02:15:00          | 5:12:15 PM  | 22:12:15 | 2020年 11月15日 | シートの回転準備を確認                                                                             |
| −02:14:00          | 5:13:15 PM  | 22:13:15 | 2020年 11月15日 | 宇宙服密閉確認                                                                                     |
| −01:55:00          | 5:32:15 PM  | 22:32:15 | 2020年 11月15日 | ハッチ閉鎖                                                                                         |
| −01:10:00          | 6:17:15 PM  | 23:17:15 | 2020年 11月15日 | ドラゴンにISSの状態をアップロード                                                                  |
| −00:45:00          | 6:42:15 PM  | 23:42:15 | 2020年 11月15日 | スペースX打ち上げディレクターが推進剤注入を確認                                                    |
| −00:42:00          | 6:45:15 PM  | 23:45:15 | 2020年 11月15日 | クルー搭乗アーム取り外し                                                                           |
| −00:37:00          | 6:49:15 PM  | 23:49:15 | 2020年 11月15日 | ドラゴンの打ち上げ脱出システムを作動可能に                                                         |
| −00:35:00          | 6:52:15 PM  | 23:52:15 | 2020年 11月15日 | RP-1（ロケット用ケロシン）注入開始；第1段LOX（液体酸素）注入開始                                   |
| −00:16:00          | 7:11:15 PM  | 00:11:15 | 2020年 11月16日 | 第2段LOX注入開始                                                                                   |
| −00:07:00          | 7:20:15 PM  | 00:20:15 | 2020年 11月16日 | 打ち上げに先立ってファルコン9がエンジン冷却開始                                                    |
| −00:05:00          | 7:22:15 PM  | 00:22:15 | 2020年 11月16日 | ドラゴンが内部電源に移行                                                                           |
| −00:01:00          | 7:26:15 PM  | 00:26:15 | 2020年 11月16日 | フライトコンピューターに最終の打ち上げ前チェックを指示；推進剤タンクを飛行用圧力人加圧開始         |
| −00:00:45          | 7:26:30 PM  | 00:26:30 | 2020年 11月16日 | スペースX打ち上げディレクターが打ち上げ進行を確認                                                  |
| −00:00:03          | 7:27:12 PM  | 00:27:12 | 2020年 11月16日 | エンジンコントロール担当がエンジン点火シーケンスの開始を指示                                       |
| +00:00:00          | 7:27:17 PM  | 00:27:17 | 2020年 11月16日 | 離昇                                                                                               |
| +00:00:58          | 7:28:15 PM  | 00:28:15 | 2020年 11月16日 | Max Q（ロケットの機械的ストレスが最大になる瞬間）                                                  |
| +00:02:37          | 7:29:54 PM  | 00:29:54 | 2020年 11月16日 | 第1段メインエンジン停止（MECO）                                                                    |
| +00:02:40          | 7:29:57 PM  | 00:29:57 | 2020年 11月16日 | 第1段と第2段分離                                                                                   |
| +00:02:48          | 7:30:05 PM  | 00:30:05 | 2020年 11月16日 | 第2段エンジン燃焼開始                                                                              |
| +00:07:29          | 7:34:46 PM  | 00:34:46 | 2020年 11月16日 | 第1段突入噴射                                                                                      |
| +00:08:50          | 7:36:07 PM  | 00:36:07 | 2020年 11月16日 | 第2段エンジン停止（SECO-1）                                                                        |
| +00:08:59          | 7:36:16 PM  | 00:36:16 | 2020年 11月16日 | 第1段着陸噴射                                                                                      |
| +00:09:29          | 7:36:46 PM  | 00:36:46 | 2020年 11月16日 | 第1段着陸                                                                                          |
| +00:12:03          | 7:39:20 PM  | 00:39:20 | 2020年 11月16日 | クルードラゴンが第2段から分離                                                                      |
| +00:12:48          | 7:40:05 PM  | 00:40:05 | 2020年 11月16日 | ドラゴンのノーズコーン展開シーケンス開始                                                           |
| +1/                | 9:22 PM     | 02:22    | 2020年 11月17日 | ドラゴンがISSへの最終アプローチフェイズを開始                                                      |
| +1/03:33           | 11:01 PM    | 04:01    | 2020年 11月17日 | ISSへ軟捕捉                                                                                        |
| +1/03:33           | 11:01 PM    | 04:01    | 2020年 11月17日 | ドラゴンがISSにドッキング                                                                          |
| +1/05:34           | 1:02 AM     | 6:02     | 2020年 11月17日 | ハッチ開放                                                                                         |
| +167               | 8:35 PM     | 01:35    | 2021年 5月1日   | ISSから離脱                                                                                        |
| +167               | 2:56 AM     | 7:56     | 2021年 5月2日   | メキシコ湾に着水して回収                                                                           |

## その他
- 2022年、オーストラリア ニューサウスウェールズ州の農家の畑にCrew-1の残骸の一部が落下した[42]。